# Idacarabus
Idacarabus is een geslacht van kevers uit de familie van de loopkevers (Carabidae). De wetenschappelijke naam van het geslacht is voor het eerst geldig gepubliceerd in 1910 door Lea.

## Soorten
Het geslacht Idacarabus omvat de volgende soorten:
- Idacarabus cordicollis Moore, 1967
- Idacarabus longicollis Moore, 1978
- Idacarabus punctipennis Moore, 1994
- Idacarabus troglodytes Lea, 1910